# Hága
Hága (hollandul eredetileg ’s-Gravenhage, hivatalosan Den Haag) Hollandia harmadik legnagyobb városa Amszterdam és Rotterdam után 539 040 fős lakosságával (az agglomeráció lakossága 600 000 fő) és 100 km²-es területével. Az ország nyugati részén helyezkedik el, Dél-Holland tartomány székhelye, és Amszterdam után az ország második legnagyobb községe, azaz alapfokú közigazgatási egysége.
A holland alkotmány és a gyakorlat megkülönbözteti egymástól az ország kormányzati székhelyét és legjelentősebb gazdasági és kulturális központját, és nemzetközileg némileg szokatlan módon az utóbbit, Amszterdamot nevezi fővárosnak. Hága a 16. század óta az ország közigazgatásának székhelye, itt található a parlament is, az Eerste Kamer (felsőház) és a Tweede Kamer (alsóház). E kettő alkotja a „Staten Generaal”-t (vagy „Estates-General”-t). Vilmos Sándor holland király Hágában él és dolgozik, valamint az összes nagykövetség és a minisztériumok is itt találhatóak, a Hoge Raad der Nederlanden-nel (Legfelsőbb Bíróság), a Raad van State-val (Állambíróság) és számos érdekvédelmi szervezet központjával egyetemben.
A város címerében gólya szerepel, szájában egy kígyóval.

## Történelem

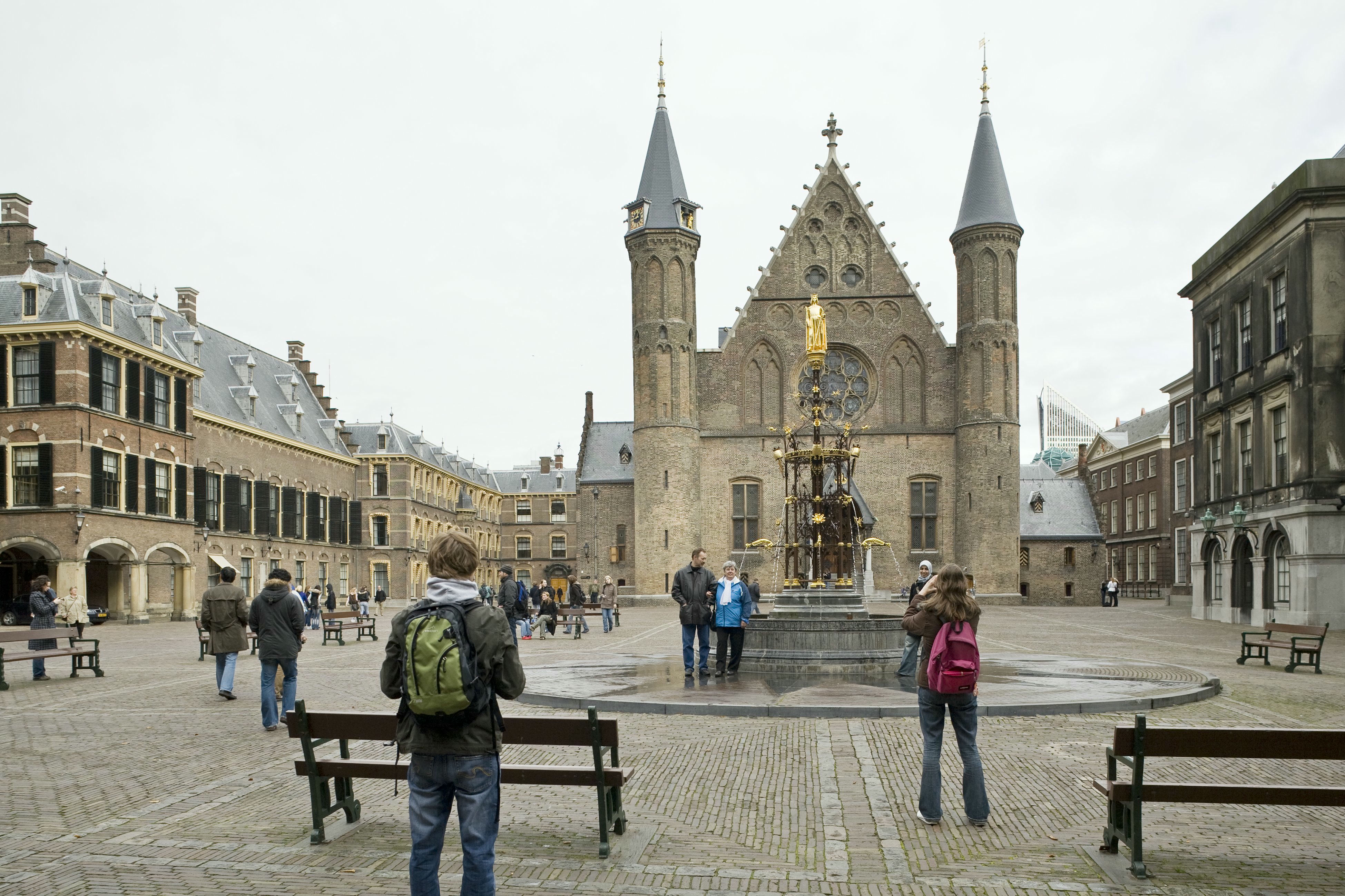
A 13. századi Hága kastély (név: Belsőváros)

Már a 11. században említik. 1248-ban II. Vilmos gróf egy kastélyt emeltetett itt a Hofvijver nevű tó partján, aminek mai neve Binnenhof (belső udvar). Leghíresebb, de nem a legelső épülete a Ridderzaal. Később ebben a kastélyban halt meg. Fia, V. Floris fejezte be a kastély építését. A város teljes neve „Des Graven Hage” szó szerint azt jelenti, hogy „A Gróf Sövénye”.
1585-ben az új Holland Köztársaság vezető testülete, a Statens General ide költözött, ettől kezdve kormányzati székhely lett.
A második világháború során – 1940. május 10-én – elfoglalták a németek, és csak 1945. március 3-án szabadították fel a britek. A háborúban több mint 3000 házat romboltak le.

## Önkormányzat és közigazgatás

### Városrészek

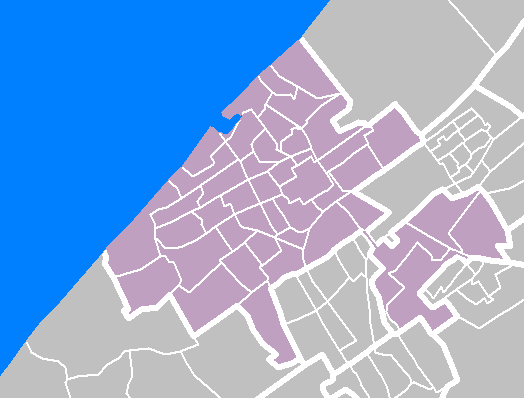
Hága térképe és a wijkek

Hága hivatalosan nyolc kerületre (stadsdeel) oszlik. Ezeknek politikai funkciója nincsen. A kerületek további kisebb részekre (wijk) oszlanak.
- Centrum (100 000 fő)
- Escamp (113 000 fő)
- Haagse Hout (42 040 fő)
- Laak (38 200 fő)
- Leidschenveen-Ypenburg
- Loosduinen (47 500 fő)
- Scheveningen (56 000 fő)
- Segbroek (59 000 fő)

## Népessége

### Népességének változása
| Lakosok száma | 42 301 | 69 707 | 91 328 | 206 022 | 437 675 | 605 876 | 444 242 | 509 939 | 524 882 | 548 320 |
|               | 1815   | 1849   | 1869   | 1899    | 1930    | 1960    | 1990    | 2014    | 2017    | 2021    |

### Háztartások száma
Hága háztartásainak száma az elmúlt években az alábbi módon változott:
| Háztartások száma | 242 998 | 245 212 | 248 558 | 250 149 | 249 286 | 253 420 |
|                   | 2010    | 2011    | 2012    | 2013    | 2014    | 2015    |

### Etnikumok
A 2010-es évek elején a hollandok aránya 48%, míg a nyugati (főleg európai) bevándorlóké 15,6%, a nem nyugati bevándorlóké 34,4%.

## Nemzetközi szervezetek
Hágában székelő nemzetközi szervezetek:
- Eurojust
- Europol, (European Police Office)
- Hague Academy of International Law
- Hague Conference on Private International Law, (HCCH)
- Nemzetközi Bíróság
- Nemzetközi Büntetőbíróság, (ICC)
- Nemzetközi Törvényszék (Jugoszlávia), (ICTY)
- Ruandai Nemzetközi Törvényszék
- Iran-United States Claims Tribunal
- Unrepresented Nations and Peoples Organization
- NATO Tanácsadó, Vezetési és Irányítási Ügynökség, (NC3A)
- Vegyifegyver-tilalmi Szervezet, (OPCW)
- Permanent Court of Arbitration, the oldest institution for international dispute resolution.
- Európai Könyvtár, The European Library

## Közlekedés

### Közúti
A város az A4-es és az A12-es autópályán érhető el.

## Közeli városok
- Delft
- Leiden
- Rijswijk
- Rotterdam

## Turizmus

### Látnivalók
- Paleis Noordeinde – A király hivatalos munkahelye, ebben a palotában fogadja állami vendégeit
- Binnenhof - a holland parlament épülete
- Mauritshuis - egykori hercegi palota, képtár
- Béke-palota (Vredespaleis) - a Nemzetközi Bíróság székhelye
- Haags Gemeentemuseum – 20. századi művészek munkái
- Panorama Mesdag
- Madurodam - miniatürizált városka Hollandia legismertebb épületeivel
- Gevangenpoort   börtönkapu
- Oude Stadhuis   régi városháza
- Grote vagy Sint-Jacobskerk –  Nagytemplom, Szt. Jakab templom
- Paleis Huis ten Bosch – a hágai nagyerdőben található palota a királyi család hivatalos lakóhelye

### Múzeumok
- Mauritshuis
- Scheveningen Múzeum
- Museum Bredius
- Gemeentemuseum Archiválva 2011. január 22-i dátummal a Wayback Machine-ben
- Panorama Mesdag Archiválva 2008. június 16-i dátummal a Wayback Machine-ben
- Beelden aan Zee
- Museon

## Testvérvárosai
- Lengyelország Varsó
- Nicaragua Juigalpa